# 塔梅西斯
塔梅西斯是哥倫比亞的城鎮，位於該國北部，由安蒂奧基亞省負責管轄，距離首府麥德林108公里，始建於1858年，面積264平方公里，海拔高度1,523米，2005年人口16,212。
5°40′N 75°43′W / 5.667°N 75.717°W